# 努尔清真寺 (基督城)
努尔清真寺（英語：Al Noor Mosque，阿拉伯语：‎，Masjid Al Noor）是新西兰基督城里卡顿区的一座大型清真寺。

## 历史
努尔清真寺建于1984年至1985年，直到1999年之前，曾是世界上最南面的清真寺。 Mohammad Olyan博士来自约旦，是清真寺的创始人之一。
2003年，基督城穆斯林社区在该清真寺组织了一场“全国穆斯林日”。 同年，在该清真寺管理的周围当地穆斯林社区内，发生了争议。新来的阿拉伯和索马里穆斯林，与早期来自南亚的穆斯林关系紧张，后者有不同的文化，对伊斯兰教有较为温和的解释。
2019年3月15日，在该地点与林伍德伊斯兰中心（Linwood Islamic Centre），发生了基督城清真寺枪击案。50名穆斯林在清真寺内被枪杀，Olyan是受伤者之一。